# マラプロピズム
マラプロピズム（または誤用語（法）、英語：Malapropism）とは、「言葉の滑稽な誤用、特にある言葉を他の似ている言葉と間違えること」である。

## 語源
リチャード・ブリンズリー・シェリダンの戯曲『恋がたき』（The Rivals, 1775年）の登場人物で、しょっちゅう言い間違えるマラプロップ夫人（Mrs.  Malaprop）が由来（元々はフランス語のmal à propos（折あしく、時宜を得ずに））。
- She's as headstrong as an allegory on the banks of the Nile（彼女はナイル川の岸のアレゴリーのように強情だわ） - 正しくは「She's as headstrong as an alligator on the banks of the Nile（彼女はナイル川の岸のアリゲーターのように強情だわ）」。「アレゴリー」「アリゲーター」と似た響きである。
- He is the very pineapple of politeness（彼はまさに礼儀正しさのパイナップルだわ） - 正しくは「He is the very pinnacle of politeness（彼はまさに礼儀正しさの極致だわ）」。

## 例
- マルセル・プルースト『失われた時を求めて』の登場人物たちはよく言い間違いをするが、その中でも顕著なのが、ホテルの給仕のエメである。
- 日本語の例でいえば『焼肉定食』（弱肉強食の転）、『狂気の沙汰も金次第』（地獄の沙汰も金次第の転）などが有る[要出典]。
- 日本のお笑いにも言い間違いをネタにしたものがある。爆笑問題、タカアンドトシ、ナイツ、など。